# (6135) Billowen
(6135) Billowen es un asteroide perteneciente al cinturón de asteroides, región del sistema solar que se encuentra entre las órbitas de Marte y Júpiter, descubierto el 14 de septiembre de 1990 por Henry E. Holt desde el Observatorio del Monte Palomar, Estados Unidos.

## Designación y nombre
Designado provisionalmente como 1990 RD9. Fue nombrado Billowen en homenaje a William Mann Owen, Jr., astrónomo en el Laboratorio de Propulsión a Reacción. Desarrolló las órbitas iniciales para los pequeños satélites de Saturno y de Urano descubiertos durante la misión espacial Voyager. También participó en la primera determinación de la relación de masa de Plutón y Caronte utilizando el telescopio espacial Hubble. Usando su amplio conocimiento de la astrometría, Owen jugó un papel importante en la reducción de las incertidumbres de efemérides para algunos cuerpos objetivo del proyecto de vuelo, incluidos (951) Gaspra y (243) Ida.

## Características orbitales
Billowen está situado a una distancia media del Sol de 2,429 ua, pudiendo alejarse hasta 2,735 ua y acercarse hasta 2,124 ua. Su excentricidad es 0,125 y la inclinación orbital 11,32 grados. Emplea 1383,19 días en completar una órbita alrededor del Sol.

## Características físicas
La magnitud absoluta de Billowen es 13. Tiene 10,969 km de diámetro y su albedo se estima en 0,111. 